# Major League Soccer 2006
La temporada 2006 de la Major League Soccer (MLS) fue la 11ª edición realizada de la primera división del fútbol en los Estados Unidos. Houston Dynamo se quedó con su primera MLS Cup en la historia luego de ganar en la tanda de penales al New England Revolution.

## Cambios
- MetroStars fueron comprados por la empresa austriaca, Red Bull y renombrado como Red Bull New York, y después el nombre fue cambiado a los New York Red Bulls.[1]
- Los jugadores de los San Jose Earthquakes y el entrenador Dominic Kinnear se trasladaron a Houston, Texas, debido a que sus dueños no pudieron asegurar un estadio específico de fútbol en San José, California. El equipo iba a ser renombrado como Houston 1836, pero más tarde cambió su nombre por el Houston Dynamo.[1] Sin embargo, Houston empezó como equipo nuevo debido a que decidieron no mantener la historia y los títulos ganados en el período de los Earthquakes.

## Tabla de posiciones

### Conferencia Este
| Pos. | Equipos                | PJ | G  | E  | P  | GF | GC | Dif. | Pts. |
| ---- | ---------------------- | -- | -- | -- | -- | -- | -- | ---- | ---- |
| 1    | D.C. United            | 32 | 15 | 10 | 7  | 52 | 38 | 14   | 55   |
| 2    | New England Revolution | 32 | 12 | 8  | 12 | 39 | 35 | 4    | 48   |
| 3    | Chicago Fire           | 32 | 13 | 8  | 11 | 43 | 41 | 2    | 47   |
| 4    | New York Red Bulls     | 32 | 9  | 12 | 11 | 41 | 41 | 0    | 39   |
| 5    | Kansas City Wizards    | 32 | 10 | 8  | 14 | 43 | 45 | -2   | 38   |
| 6    | Columbus Crew          | 32 | 8  | 9  | 15 | 30 | 42 | -12  | 33   |

     Clasifica a los playoffs.

### Conferencia Oeste
| Pos. | Equipos            | PJ | G  | E  | P  | GF | GC | Dif. | Pts. |
| ---- | ------------------ | -- | -- | -- | -- | -- | -- | ---- | ---- |
| 1    | FC Dallas          | 32 | 16 | 4  | 12 | 48 | 44 | 4    | 52   |
| 2    | Houston Dynamo     | 32 | 11 | 13 | 8  | 44 | 40 | 4    | 46   |
| 3    | Chivas USA         | 32 | 10 | 13 | 9  | 45 | 42 | 3    | 43   |
| 4    | Colorado Rapids    | 32 | 11 | 8  | 13 | 36 | 49 | -13  | 41   |
| 5    | Los Angeles Galaxy | 32 | 11 | 6  | 15 | 37 | 37 | 0    | 39   |
| 6    | Real Salt Lake     | 32 | 10 | 9  | 13 | 45 | 49 | -4   | 39   |

     Clasifica a los playoffs.

### Tabla General
| Pos. | Equipos                | PJ | G  | E  | P  | GF | GC | Dif. | Pts. |
| ---- | ---------------------- | -- | -- | -- | -- | -- | -- | ---- | ---- |
| 1    | D.C. United            | 32 | 15 | 10 | 7  | 52 | 38 | 14   | 55   |
| 2    | FC Dallas              | 32 | 16 | 4  | 12 | 48 | 44 | 4    | 52   |
| 3    | New England Revolution | 32 | 12 | 8  | 12 | 39 | 35 | 4    | 48   |
| 4    | Chicago Fire           | 32 | 13 | 8  | 11 | 43 | 41 | 2    | 47   |
| 5    | Houston Dynamo         | 32 | 11 | 13 | 8  | 44 | 40 | 4    | 46   |
| 6    | Chivas USA             | 32 | 10 | 13 | 9  | 45 | 42 | 3    | 43   |
| 7    | Colorado Rapids        | 32 | 11 | 8  | 13 | 36 | 49 | -13  | 41   |
| 8    | New York Red Bulls     | 32 | 9  | 12 | 11 | 41 | 41 | 0    | 39   |
| 9    | Los Angeles Galaxy     | 32 | 11 | 6  | 15 | 37 | 37 | 0    | 39   |
| 10   | Real Salt Lake         | 32 | 10 | 9  | 13 | 45 | 49 | -4   | 39   |
| 11   | Kansas City Wizards    | 32 | 10 | 8  | 14 | 43 | 45 | -2   | 38   |
| 12   | Columbus Crew          | 32 | 8  | 9  | 15 | 30 | 42 | -12  | 33   |

     MLS Supporters' Shield, Play-offs

     Play-offs

## Postemporada
|  | Semifinales de conferencia | Semifinales de conferencia | Semifinales de conferencia |                        |                 | Finales de conferencia | Finales de conferencia | Finales de conferencia |   |                        | MLS Cup | MLS Cup | MLS Cup |  |
|  |                            |                            |                            |                        |                 |                        |                        |                        |   |                        |         |         |         |  |
|  |                            |                            |                            |                        |                 |                        |                        |                        |   |                        |         |         |         |  |
|  | E1                         | D.C. United                |                            |                        |                 |                        |                        |                        |   |                        |         |         |         |  |
|  | E1                         | D.C. United                |                            |                        |                 |                        |                        |                        |   |                        |         |         |         |  |
|  | E4                         | New York Red Bulls         |                            |                        |                 |                        |                        |                        |   |                        |         |         |         |  |
|  | E4                         | New York Red Bulls         |                            | E1                     | D.C. United     | 0                      |                        |                        |   |                        |         |         |         |  |
|  | Conferencia Este           |                            |                            | E1                     | D.C. United     | 0                      |                        |                        |   |                        |         |         |         |  |
|  |                            |                            | E2                         | New England Revolution | 1               |                        |                        |                        |   |                        |         |         |         |  |
|  | E3                         | Chicago Fire               | E2                         | New England Revolution | 1               |                        |                        |                        |   |                        |         |         |         |  |
|  | E3                         | Chicago Fire               |                            |                        |                 |                        |                        |                        |   |                        |         |         |         |  |
|  | E2                         | New England Revolution     |                            |                        |                 |                        |                        |                        |   |                        |         |         |         |  |
|  | E2                         | New England Revolution     |                            |                        |                 |                        |                        |                        | E | New England Revolution | 1 (3)   |         |         |  |
|  |                            |                            |                            |                        |                 |                        |                        |                        | E | New England Revolution | 1 (3)   |         |         |  |
|  |                            |                            | O                          | Houston Dynamo         | 1 (4)           |                        |                        |                        |   |                        |         |         |         |  |
|  | O1                         | FC Dallas                  | O                          | Houston Dynamo         | 1 (4)           |                        |                        |                        |   |                        |         |         |         |  |
|  | O1                         | FC Dallas                  |                            |                        |                 |                        |                        |                        |   |                        |         |         |         |  |
|  | O4                         | Colorado Rapids            |                            |                        |                 |                        |                        |                        |   |                        |         |         |         |  |
|  | O4                         | Colorado Rapids            |                            | O4                     | Colorado Rapids | 1                      |                        |                        |   |                        |         |         |         |  |
|  | Conferencia Oeste          |                            |                            | O4                     | Colorado Rapids | 1                      |                        |                        |   |                        |         |         |         |  |
|  |                            |                            | O2                         | Houston Dynamo         | 3               |                        |                        |                        |   |                        |         |         |         |  |
|  | O3                         | Chivas USA                 | O2                         | Houston Dynamo         | 3               |                        |                        |                        |   |                        |         |         |         |  |
|  | O3                         | Chivas USA                 |                            |                        |                 |                        |                        |                        |   |                        |         |         |         |  |
|  | O2                         | Houston Dynamo             |                            |                        |                 |                        |                        |                        |   |                        |         |         |         |  |
|  | O2                         | Houston Dynamo             |                            |                        |                 |                        |                        |                        |   |                        |         |         |         |  |
|  |                            |                            |                            |                        |                 |                        |                        |                        |   |                        |         |         |         |  |

### MLS Cup 2006
| 12 de noviembre de 2006 | New England Revolution                    | 1:1 (0:0) (0:0) (3:4 p.)   | Houston Dynamo                             | Pizza Hut Park, Frisco, Texas                            |                                                          |
|                         | Twellman 113'                             |                            | Ching 114'                                 | Asistencia: 22.427 espectadores Árbitro(s): Jair Marrufo | Asistencia: 22.427 espectadores Árbitro(s): Jair Marrufo |
|                         |                                           | Tiros desde el punto penal |                                            |                                                          |                                                          |
|                         | Joseph · Reis · Noonan · Twellman · Heaps |                            | Gray · Holden · De Rosario · Davis · Ching |                                                          |                                                          |

|                                   |
| Bandera de Texas                  |
| Campeón Houston Dynamo 1.° título |

## Goleadores
| Jugador           | Equipo                 | Goles |
| ----------------- | ---------------------- | ----- |
| Jeff Cunningham   | Real Salt Lake         | 16    |
| Christian Gómez   | D.C. United            | 14    |
| Ante Razov        | Chivas USA             | 14    |
| Carlos Ruiz       | FC Dallas              | 13    |
| Landon Donovan    | Los Angeles Galaxy     | 12    |
| Jaime Moreno      | D.C. United            | 11    |
| Dwayne De Rosario | Houston Dynamo         | 11    |
| Taylor Twellman   | New England Revolution | 11    |
| Kenny Cooper      | FC Dallas              | 11    |
| Brian Ching       | Houston Dynamo         | 11    |

## Premios y reconocimientos

### Jugador del mes
| Mes        | Futbolista         | Equipo              |
| ---------- | ------------------ | ------------------- |
| Abril      | Brian Ching        | Houston Dynamo      |
| Mayo       | Carlos Ruiz        | FC Dallas           |
| Junio      | Jose Burciaga Jr.  | Kansas City Wizards |
| Julio      | Jonathan Bornstein | Chivas USA          |
| Agosto     | Jeff Cunningham    | Real Salt Lake      |
| Septiembre | Matt Pickens       | Chicago Fire        |
| Octubre    | Amado Guevara      | New York Red Bulls  |

### Equipo ideal de la temporada
| Pos. | Futbolista        | Equipo                 |
| ---- | ----------------- | ---------------------- |
| POR  | Troy Perkins      | D.C. United            |
| DEF  | Bobby Boswell     | D.C. United            |
| DEF  | Jose Burciaga Jr. | Kansas City Wizards    |
| DEF  | Jimmy Conrad      | Kansas City Wizards    |
| MED  | Ricardo Clark     | Houston Dynamo         |
| MED  | Clint Dempsey     | New England Revolution |
| MED  | Dwayne De Rosario | Houston Dynamo         |
| MED  | Christian Gómez   | D.C. United            |
| MED  | Justin Mapp       | Chicago Fire           |
| DEL  | Jeff Cunningham   | Real Salt Lake         |
| DEL  | Jaime Moreno      | D.C. United            |

### Reconocimientos individuales
| Premio                  | Ganador            | Equipo                 |
| ----------------------- | ------------------ | ---------------------- |
| Jugador Más Valioso     | Christian Gómez    | D.C. United            |
| Bota de Oro             | Jeff Cunningham    | Real Salt Lake         |
| Entrenador del año      | Bob Bradley        | Chivas USA             |
| Portero del año         | Troy Perkins       | D.C. United            |
| Defensa del año         | Bobby Boswell      | D.C. United            |
| Novato del año          | Jonathan Bornstein | Chivas USA             |
| Gol del año             | Brian Ching        | Houston Dynamo         |
| Espírirtu de superación | Richard Mulrooney  | FC Dallas              |
| Fair Play               | Chris Klein        | Real Salt Lake         |
| Humanitario del año     | Michael Parkhurst  | New England Revolution |
| Árbitro del año         | Brian Hall         | Brian Hall             |

## Juego de las estrellas
El Juego de las Estrellas 2006 de la Major League Soccer fue la 11.ª edición del Juego de Estrellas de la MLS, se jugó el 5 de agosto de 2006 entre las Estrellas de la MLS y el Chelsea de Inglaterra. El canadiense Dwayne De Rosario marcó el único gol del partido para el 1-0 definitivo a favor de las Estrellas de la MLS.